# Nicole Konderla
Nicole Konderla (Bełchatów, 8 dicembre 2001) è una saltatrice con gli sci polacca.

## Biografia
Originaria di Goleszów e attiva dal luglio del 2018, la Konderla ha esordito in Coppa del Mondo il 30 gennaio 2021 a Titisee-Neustadt (33ª), ai  Campionati mondiali a Oberstdorf 2021, dove si è classificata 35ª nel trampolino lungo, e ai Giochi olimpici invernali a Pechino 2022, dove si è piazzata 36ª nel trampolino normale e 6ª nella gara a squadre mista; ai Mondiali di Planica 2023 è stata 34ª nel trampolino normale, 38ª nel trampolino lungo, 9ª nella gara a squadre e 8ª nella gara a squadre mista e a quelli di Trondheim 2025 si è classificata 11ª nella gara a squadre.

## Palmarès

### Coppa del Mondo
- Miglior piazzamento in classifica generale: 45ª nel 2022